# Teafatule
Teafatule – wysepka położona na Oceanie Spokojnym, w archipelagu Tuvalu, w zachodniej części atolu Nukufetau.